# ケプラー61
ケプラー61（英語: Kepler-61）は、地球からはくちょう座の方向に約1,100光年離れた位置にある連星系である。NASAが打ち上げた通過を起こす惑星を発見するために打ち上げた、ケプラー宇宙望遠鏡の観測領域の中に位置している。2013年4月24日、主星ケプラー61Aのハビタブルゾーンの内縁付近を公転している太陽系外惑星を発見したと発表された。

## 命名と歴史

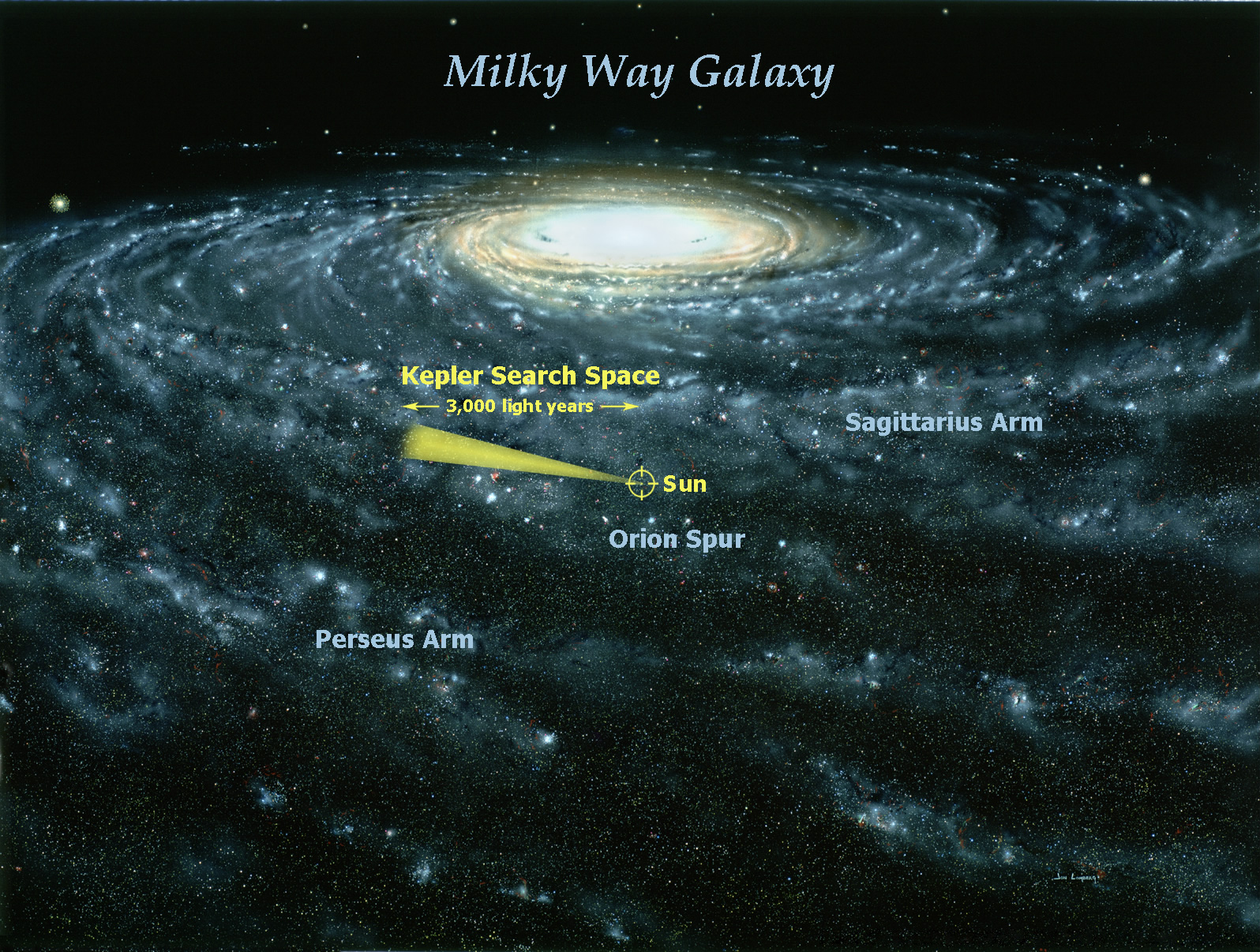
銀河系におけるケプラーの観測範囲

ケプラー61は、ケプラーによる観測が行われる前から、2MASSのカタログ番号である2MASS J19411308+422831という名称を持っていた。Kepler Input CatalogにはKIC 6960913、Kepler object of interestにはKOI-1361として登録されていた。
NASAの、太陽系外の恒星を公転する惑星を発見するケプラーミッションによって、この恒星の周囲を公転する惑星候補が検出された。ケプラーが惑星を検出するのに用いているトランジット法では、恒星の光度曲線が低下する事を検出し、この光度の低下は、地球から見て恒星の前を通過する惑星によるものだと解釈できる。
発見論文を受理した後、ケプラーのミッションチームは、この恒星にKepler-61という名称を付与した。「Kepler-」は、ケプラーによって発見された惑星とそれが公転している恒星を示すために付与される、一般的な名称である。
ケプラーの観測ミッションによって発見された惑星候補には、主星名の後ろに「.01」を付与した名称が与えられる。一度に複数の惑星候補が発見された場合は原則、公転周期が短い順に命名されていく。これらの規則に従うと、惑星候補は公転周期59.87756日の1つのみであった。
惑星名の主星名の後につく「b」は、発見された順序に由来している。これは、その主星の周りを公転する、初めて発見された惑星に与えられ、それ以降は発見された順に応じてアルファベットが付与されていく。ケプラー61の場合、公転している惑星は1つだけなので、bのみが使用される。ケプラー61という名称は、ケプラーミッションにおいて惑星の存在が正式に確認された、61番目の恒星である事に因む。 

## 特徴
| 太陽 | ケプラー61A |
| ---- | ----------- |
| 太陽 | Exoplanet   |

ケプラー61は連星系であることが知られている。主星のケプラー61Aは太陽の63%の質量と、62%の半径を持つK型主系列星である。太陽の表面温度は5,778K（5,505℃）で、年齢は46億年であるが、それに対してケプラー61の表面温度は 4,017 K（3,744 ℃）で、年齢は10億年以上とされている。
恒星に含まれる鉄やその他の重元素の含有量を示す金属量（[Fe/H]）は0.03、すなわち太陽の107％で、太陽よりもわずかに金属を多く含んでいる。光度は、ケプラー61のような通常の恒星の場合、太陽の約8%となる。地球から見てどれだけ明るく見えるかを示した視等級は15等級で、肉眼で観望する事はできない。
2016年に2つの伴星が存在しており、ケプラー61系が3つの恒星から成る三重連星系であることが確認されたという研究結果が公表された。これらの伴星は主星ケプラー61Aから0.480秒角と1.105秒角離れた位置にあり、ガイア計画で求められた年周視差に基づいてケプラー61系までの距離を338パーセクとすると、地球上から観測した射影上の距離はそれぞれ 162 au と 372 au となる。太陽系外惑星エンサイクロペディアでは、両者はどちらも暗い赤色矮星である可能性があるとしている。

## 惑星系
| 名称 （恒星に近い順） | 質量 | 軌道長半径 （天文単位） | 公転周期 (日)      | 軌道離心率 | 軌道傾斜角 | 半径           |
| --------------------- | ---- | ----------------------- | ------------------ | ---------- | ---------- | -------------- |
| b                     | —    | ~0.26                   | 59.87756 ± 0.00020 | <0.25      | >89.80°    | 2.15 ± 0.13 R⊕ |

主星ケプラー61Aを公転する事が知られている唯一の惑星ケプラー61b（ケプラー61Ab）は恒星面通過を起こすことが知られている。これは地球から見て、惑星が主星と地球の間を通過する軌道を持つ事を示し、地球から見た相対的な軌道傾斜角は1度未満となる。これにより、惑星の大きさと公転周期を求めることができる。
ケプラー61bは地球の2.15倍の半径を持つスーパーアースとされており、ケプラー61Aのハビタブルゾーンの内縁付近を公転している。しかし、やや歪んでいる楕円軌道のため、軌道の位置によっては生命や液体の水が存在できない環境になるかもしれない。その大きさから、固体の表面を持たないミニ・ネプチューンである可能性もある。